# Mina de Llumeres
Minas de Llumeres fueron unas minas de hierro situadas en la parroquia de Bañugues, en el municipio asturiano de Gozón (España).

## Historia
La existencia del mineral de hierro en la ensenada de Llumeres ya era conocida por los romanos, que lo utilizaron en el poblado gijonés de Campa Torres. Ya en el siglo XIX habitantes de la zona vuelven a extraer este mineral en las pertenencias mineras Abundante, Laura y Joaquina, de manera rudimentaria. Nació así la Sociedad Compañía Minera de Gozón que extrajo también hierro en parroquias cercanas. La empresa no prosperó y la mina fue adquirida por Duro Felguera al igual que la cercana mina de Simancas. Al no existir ferrocarril se construyó un puerto en Llumeres para llevar el mineral a Gijón, desde donde una parte se exportaba hasta Inglaterra o Alemania, yendo otra parte a parar a la Fábrica de La Felguera, donde el hierro era utilizado en sus altos hornos. Más tarde, en 1919, se construyó un cable aéreo para su transporte hasta la estación de El Regueral, a 7 km., perteneciente al Ferrocarril de Carreño, desde donde el hierro se dirigía en tren hasta La Felguera. 

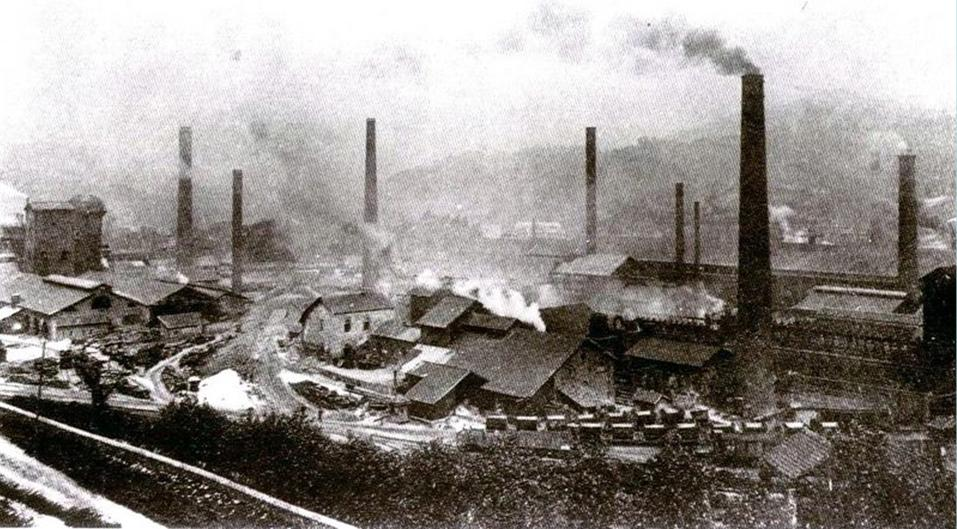
Siderurgia de La Felguera, destino del hierro de Llumeres

Durante la posguerra fue muy relevante el trabajo de mujeres en las instalaciones. Duro Felguera fue modernizando sus instalaciones con la construcción de un pozo vertical con castillete y numerosas dependencias, comenzando también una política paternalista construyendo viviendas para sus trabajadores en Bañugues (donde se encuentra, por ejemplo, un barrio llamado Les Cases de la mina). Finalmente en 1967 la mina fue clausurada debido por un lado al progresivo agotamiento del mineral y por otro a las dificultades técnicas que presentaba. Las minas de Duro fueron incorporadas ese año a Hunosa.

## Actualidad
Desde 2008, la mina y el puerto de Llumeres (preparado para vapores de hasta 300 toneladas) se encuentran en estado de ruina, aunque han sido incluidas como conjunto histórico en el Inventario Cultural del Principado de Asturias al igual que se ha construido una pequeña área recreativa y un mirador en la entrada de la bajada a la playa. Esta ha adquirido desde hace décadas un tono rojizo debido a la explotación del hierro y aún hoy es posible ver en el mar manchas de este color frente a Llumeres. Se conservan en ruina la casa de máquinas, talleres, oficinas, vestuarios, clasificadero de minerales, una bocamina, el dique y sus cargaderos de mineral. Además, la zona tiene un importante valor geológico, hallándose en 2008 tamarugita en la playa, caso único en la Europa continental.